# Port lotniczy Aktion
Port lotniczy Aktion (IATA: PVK, ICAO: LGPZ) – port lotniczy obsługujący miasto Preweza w regionie Epir i wyspę Leukada w regionie Wyspy Jońskie, w Grecji. Jest używany również przez NATO i Greckie Siły Powietrzne. Operatorem zarządzającym portem jest niemiecka spółka Fraport.

## Linie lotnicze i kierunki lotów
| Linia lotnicza          | Kierunek                                                                                             |
| ----------------------- | --- |
| Austrian Airlines       | Sezonowo: 1. Wiedeń                                                                                  |
| Air Serbia              | Sezonowe czartery: 1. Belgrad                                                                        |
| British Airways         | Sezonowo: 1. Londyn-Heathrow                                                                         |
| Condor                  | Sezonowo: 1. Düsseldorf 2. Frankfurt 3. Monachium 4. Stuttgart                                       |
| Corendon Dutch Airlines | Sezonowo: 1. Amsterdam                                                                               |
| Cyprus Airways          | Sezonowo: 1. Larnaka                                                                                 |
| easyJet                 | Sezonowo: 1. Berlin 2. Bristol 3. Londyn-Gatwick 4. Londyn-Luton 5. Manchester 6. Mediolan-Malpensa  |
| Edelweiss Air           | Sezonowo: 1. Zurych                                                                                  |
| Eurowings               | Sezonowo: 1. Stuttgart                                                                               |
| Eurowings Discover      | Sezonowo: 1. Frankfurt 2. Monachium                                                                  |
| Jet2.com                | Sezonowo: 1. Birmingham 2. Bristol 3. Edynburg 4. Londyn-Stansted 5. Manchester                      |
| LOT                     | Sezonowo: 1. Warszawa-Radom                                                                          |
| Lufthansa               | Sezonowo: 1. Monachium                                                                               |
| Marabu                  | Sezonowo: 1. Hamburg 2. Monachium                                                                    |
| Marathon Airlines       | Sezonowe czartery: 1. Innsbruck                                                                      |
| Norwegian Air Shuttle   | Sezonowo: 1. Kopenhaga 2. Oslo-Gardermoen                                                            |
| People's Viennaline     | Sezonowo: 1. Sankt Gallen                                                                            |
| Ryanair                 | Sezonowo: 1. Mediolan-Bergamo 2. Bolonia 3. Budapeszt 4. Londyn-Stansted 5. Rzym-Fiumicino 6. Wiedeń |
| SAS                     | Sezonowe czartery: 1. Göteborg 2. Stavanger 3. Sztokholm-Arlanda                                     |
| Sky Express             | 1. Korfu 2. Sitia 3. Zakintos                                                                        |
| Smartwingd              | Sezonowo: 1. Praga Sezonowe czartery: 1. Budapeszt                                                   |
| Sunclass Airlines       | Sezonowe czartery: 1. Kopenhaga 2. Helsinki 3. Oslo-Gardermoen 4. Sztokholm-Arlanda                  |
| Transavia.com           | Sezonowo: 1. Amsterdam 2. Paryż-Orly                                                                 |
| TUI Airways             | Sezonowo: 1. Londyn-Gatwick 2. Manchester                                                            |
| TUI fly Netherlands     | Sezonowo: 1. Amsterdam                                                                               |
| Tus Airways             | Sezonowo: 1. Larnaka 2. Tel Awiw                                                                     |
| Volotea                 | Sezonowo: 1. Neapol                                                                                  |
| Vueling                 | Sezonowo: 1. Rzym-Fiumicino                                                                          |
| Wizz Air                | Sezonowo: 1. Bukareszt                                                                               |